# Fiat Tagliero

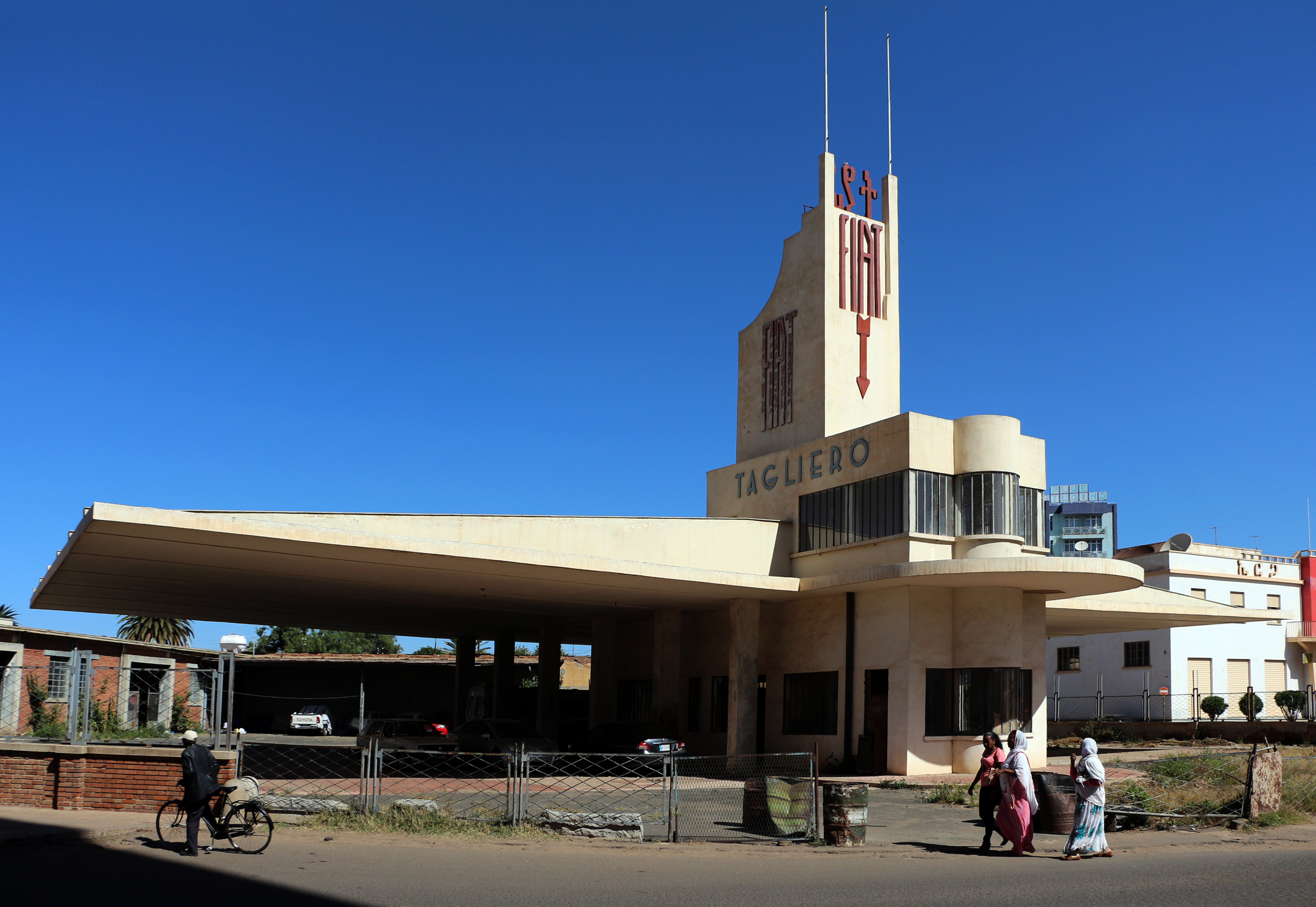
Fiat Tagliero (2015)

Fiat Tagliero ist eine Tankstelle in der eritreischen Hauptstadt Asmara. Sie ist Bestandteil des UNESCO-Welterbes Asmara: a Modernist City of Africa.
Die Tankstelle – der Form eines startenden Flugzeugs nachempfunden – wurde gegen Ende der italienischen Kolonialherrschaft in Italienisch-Eritrea nach Entwürfen des italienischen Architekten Giuseppe Pettazzi im Stil des Futurismus errichtet und 1938 vollendet. Das Gebäude gehört zurzeit der Royal Dutch Shell Oil Company, steht leer und wird auch als Tankstelle nicht mehr genutzt.
Fiat Tagliero ist als Kulturdenkmal eingestuft. Am 8. Juli 2017 hat das Welterbekomitee der UNESCO den Welterbeantrag Asmara: a Modernist City of Africa angenommen und in die Welterbeliste eingeschrieben. Fiat Tagliero ist Bestandteil dieses Welterbes.